# Pieter Huistra
Pieter Huistra (Wymbritseradiel, 1967. január 18. –) holland válogatott labdarúgó, edző.

## Nemzeti válogatott
A holland válogatottban 8 mérkőzést játszott.

## Statisztika
| Holland válogatott | Holland válogatott | Holland válogatott |
| Időszak            | Mérk.              | gól                |
| ------------------ | ------------------ | ------------------ |
| 1988               | 1                  | 0                  |
| 1989               | 4                  | 0                  |
| 1990               | 0                  | 0                  |
| 1991               | 3                  | 0                  |
| Összesen           | 8                  | 0                  |